# 堀部勝綱
堀部 勝綱（ほりべ かつつな、天正8年（1580年） - 寛永6年5月3日（1629年6月23日））は、江戸時代前期の武士。赤穂四十七士の堀部金丸の父。通称は弥平次（やへいじ）、ついで弥兵衛（やへえ）。幼名は宗千代。初名は昌良。父は堀部助左衛門。
堀部家は近江守護職六角氏の家臣の家柄である。六角氏は織田信長によって滅ぼされた。父助左衛門は浪人の後、浅野長重に仕官した。勝綱はその跡を継いで浅野長直に仕えた。寛永6年（1629年）に江戸において死去。享年50。
妻は不詳であるが、男子が5人（堀部成勝・堀部市助・堀部勝重・青地与五兵衛・堀部金丸）、女子が3人いた。うち堀部家の家督を継いだのは末子の堀部金丸であった。